# Felsőörs
Felsőörs är ett samhälle i Veszprém i Ungern. Felsőörs ligger i distriktet Balatonalmádi och har en area på 17,24 km². År 2019 hade Felsőörs totalt 1 758 invånare.